# Chromis klunzingeri
Chromis klunzingeri är en fiskart som beskrevs av Gilbert Percy Whitley 1929. Chromis klunzingeri ingår i släktet Chromis och familjen Pomacentridae. Inga underarter finns listade i Catalogue of Life.